# Sant Feliu de Buixalleu
Sant Feliu de Buixalleu är en kommun i Spanien.   Den ligger i provinsen Província de Girona och regionen Katalonien, i den östra delen av landet, 500 km öster om huvudstaden Madrid. Antalet invånare är 788.